# Paroisse de Winn
Pour les articles homonymes, voir Winn.
La paroisse de Winn (anglais : Winn Parish) est une paroisse en Louisiane aux États-Unis. Le siège est la ville de Winnfield. Elle était peuplée de 16 894 habitants en 2000. Elle a une superficie de 2 462 km² de terre émergée et de 17 km² d’eau.  
La paroisse est enclavée entre la paroisse de Jackson au nord, la paroisse de Caldwell au nord-est, la paroisse de La Salle au sud-est, la paroisse de Grant au sud, la paroisse des Natchitoches à l'ouest et la paroisse de Bienville au nord-ouest.

## Histoire
Pendant la guerre de Sécession, la paroisse de Winn a refusé de quitter l'union américaine. Elle était donc une enclave nordiste de facto dans l'état confédéré de la Louisiane.

## Démographie
Lors du recensement de 2000, les 16 894 habitants de la paroisse se divisaient en 66,27 % de « Blancs », 32,03 % de « Noirs » et d’Afro-Américains, 0,50 % d'Amérindiens et 0,16 % d’Asiatiques, ainsi que 0,13 % de non-répertoriés ci-dessus et 0,86 % de personnes métissées.
La grande majorité des habitants de la paroisse (98,42 %) ne parlent que l'anglais ; la paroisse comptait seulement 0,40 % qui parle le français ou le Français cadien à la maison .

## Municipalités
| - Atlanta - Calvin | - Dodson - Sikes | - Winnfield |